# Wolfgang Wiser
Wolfgang Wiser (in den Quellen auch: Wiesinger) (nachweisbar 1470–1507) war ein im Donauraum tätiger Werkmeister.
Bis 1489 erbaute er die Hedwigskapelle in der Burg zu Burghausen mit ihrem kunstvollen Gewölbe. Ab 1493 arbeitete er für das Stift Nonnberg in Salzburg. Er war um 1480 einer der innovationsfreudigsten Gewölbeentwerfer, dessen Spezialität asymmetrische Gewölbefelder und komplizierte Rippenverhakungen waren. Damit bereitete er das architektonische Werk des Benedikt Ried in Prag mit vor. An seine Tätigkeit an der Jakobskirche in Wasserburg am Inn erinnert eine Inschrift an der westlichsten Kapelle der Langhaussüdseite.

## Nachweise
1. ↑  Die neuere Zuschreibung nach: Pretterebner Gertrud: Baumeister Wolf Wiser. In: Burghauser Geschichtsblätter 30 (1970), S. 5–43

| Personendaten    | Personendaten         |
| ---------------- | --------------------- |
| NAME             | Wiser, Wolfgang       |
| ALTERNATIVNAMEN  | Wiesinger, Wolfgang   |
| KURZBESCHREIBUNG | deutscher Werkmeister |
| GEBURTSDATUM     | 15. Jahrhundert       |
| STERBEDATUM      | 16. Jahrhundert       |